# François Franck
François Franck, född 14 september 1904 i Antwerpen, död 6 augusti 1965, var en belgisk ishockeyspelare. Han var med i det belgiska ishockeylandslaget som kom på delad sjunde plats i de olympiska vinterspelen 1924 i Chamonix. Fyra år senare var han med i laget som kom på delad femte plats i de olympiska vinterspelen 1928 i Sankt Moritz.